# Chain (album)
Pour les articles homonymes, voir Chain.
Albums de KAT-TUN
No More Pain
(2010) Come Here
(2014)
Singles
Chain est le sixième album du groupe KAT-TUN, sorti sous le label J-One Records le 22 février 2012 au Japon. Il sort en format CD et CD+DVD. Et contient leurs cinq derniers singles allant de Change Ur World à Birth. Il arrive 1er à l'Oricon. Il se vend à 110 055 exemplaires la première semaine et reste classé pendant douze semaines, pour un total de 125 051 exemplaires vendus.

## Liste des titres
| 1.  | Lock On (LOCK ON)                                                        |  |
| 2.  | One Day (ONE DAY)                                                        |  |
| 3.  | Birth (BIRTH)                                                            |  |
| 4.  | Ultimate wheels (ULTIMATE WHEELS)                                        |  |
| 5.  | Finale (FINALE (Taguchi Junnosuke)                                       |  |
| 6.  | Step by Step (STEP BY STEP (Nakamaru Yuichi)                             |  |
| 7.  | Run For You (RUN FOR YOU)                                                |  |
| 8.  | Ano Hi no You ni (あの日のように)                                        |  |
| 9.  | Zutto (ずっと (Kamenashi Kazuya)                                         |  |
| 10. | Smile for You (SMILE FOR YOU)                                            |  |
| 11. | Hakanai Yubisaki (儚い指先)                                              |  |
| 12. | ～again (Ueda Tatsuya)                                                   |  |
| 13. | Change Ur World (CHANGE UR WORLD)                                        |  |
| 14. | Dangerous Cat ~Make Me Wet~ (DANGEROUS CAT ～MAKE ME WET～ (Tanaka Koki) |  |
| 15. | Hodoukyou (歩道橋)                                                       |  |
| 16. | White (WHITE)                                                            |  |
| 17. | Soldier (SOLDIER)                                                        |  |
| 18. | Chain Love (CHAIN OF LOVE (version CD seulement))                        |  |

| 1. | Lock On (Clip+Making of) |  |